# フレデリクスハムンの和約
フレデリクスハムンの和約（フレデリクスハムンのわやく、英語: Treaty of Fredrikshamn、スウェーデン語: Freden i Fredrikshamn、フィンランド語: Haminan rauha、ロシア語: Фридрихсгамский мирный договор）は、1809年9月17日にロシア帝国とスウェーデン王国との間に結ばれたフィンランド戦争の講和条約。

## 内容
この条約でスウェーデンは、ロシアにフィンランド全土とオーランド諸島の割譲を認めることとなった。
なお、1807年に結ばれたティルジットの和約において、フランス皇帝ナポレオン1世はロシア皇帝アレクサンドル1世に（ロシアがスウェーデンを大陸封鎖令に参加させるのと引き換えで）「フィンランド自由処分」を認めていた。
またこの条約によって、現在にまで至るスウェーデンとフィンランドの国境線が確定した。

## 概要
オーランド諸島を含むフィンランドの割譲は、スウェーデンにとって過酷な和平であった。なぜなら、フィンランドは600年に渡って「スウェーデン＝フィンランド」として完全にスウェーデン王国の一部であり、その中央部、すなわち歴史的地方区分でのノールランドの分割をも意味していたからである。アレクサンドル1世は、皇太孫時代に勃発したフィンランド戦争の最中にフィンランドで起きた「アニアーラ事件」にヒントを得て、この分割を後に思い付いたとされる。スウェーデンに対するこの過酷な分割割譲は、すなわち「バルト帝国」の完結を意味したのである。
アレクサンドル1世はすでに1809年3月25日にフィンランドのポルヴォーで開かれた身分制議会（ポルヴォー議会）において、初代フィンランド大公として自ら就いた。アレクサンドル1世は、解放者としてフィンランドの外交権を除いた自治を認めたことで、スウェーデンとフィンランドの決別は必至となった。さらにフィンランドにおける「ハミナの和平」は、「フィンランド大公国」の成立と同じくした。一方、この戦争を指導したスウェーデン王グスタフ4世はすでに国王ではなかった。アレクサンドル1世がフィンランド大公に就いた1809年3月にクーデターにより廃位されていた。スウェーデンは、このクーデターによる臨時政府によって、本条約及びデンマークとのイェンシェーピングの和議、翌1810年にフランスとのパリ条約を締結している。
このフレデリクスハムンの和約の内容は、後にスウェーデン王太子となったベルナドットとの会談、さらにナポレオン戦争終結後に行われたウィーン会議によって正式に承認された。